# Greenwood (Mississippi)
Greenwood è una città (city) degli Stati Uniti d'America, capoluogo della contea di Leflore, nello Stato del Mississippi.
La città è situata sulla sponda orientale del fiume Mississippi. Alla confluenza dei fiumi Tallahatchie e Yalobusha nasce il fiume Yazoo.